# Something Unknown
Something Unknown è il primo album della Progressive Hard Rock band italiana dei Kingcrow.

## Tracce
1. Children of Technology – 5:24
2. Envy And Die – 4:06
3. The Black Tower – 7:04
4. Can My Soul Fly Free – 8:02
5. Falling World – 3:42
6. Something Unknown – 4:49
7. Hurricane's Eye – 4:12
8. Kingcrow – 3:43
9. All I Want – 5:48
10. My War (In III Parts) – 11:00

## Formazione
- Stefano Tissi: vocals
- Diego Cafolla: lead guitar - music supervisor
- Thundra Cafolla: drums & percussion
- Matteo Trinei: bass